# 柯达克罗姆胶卷

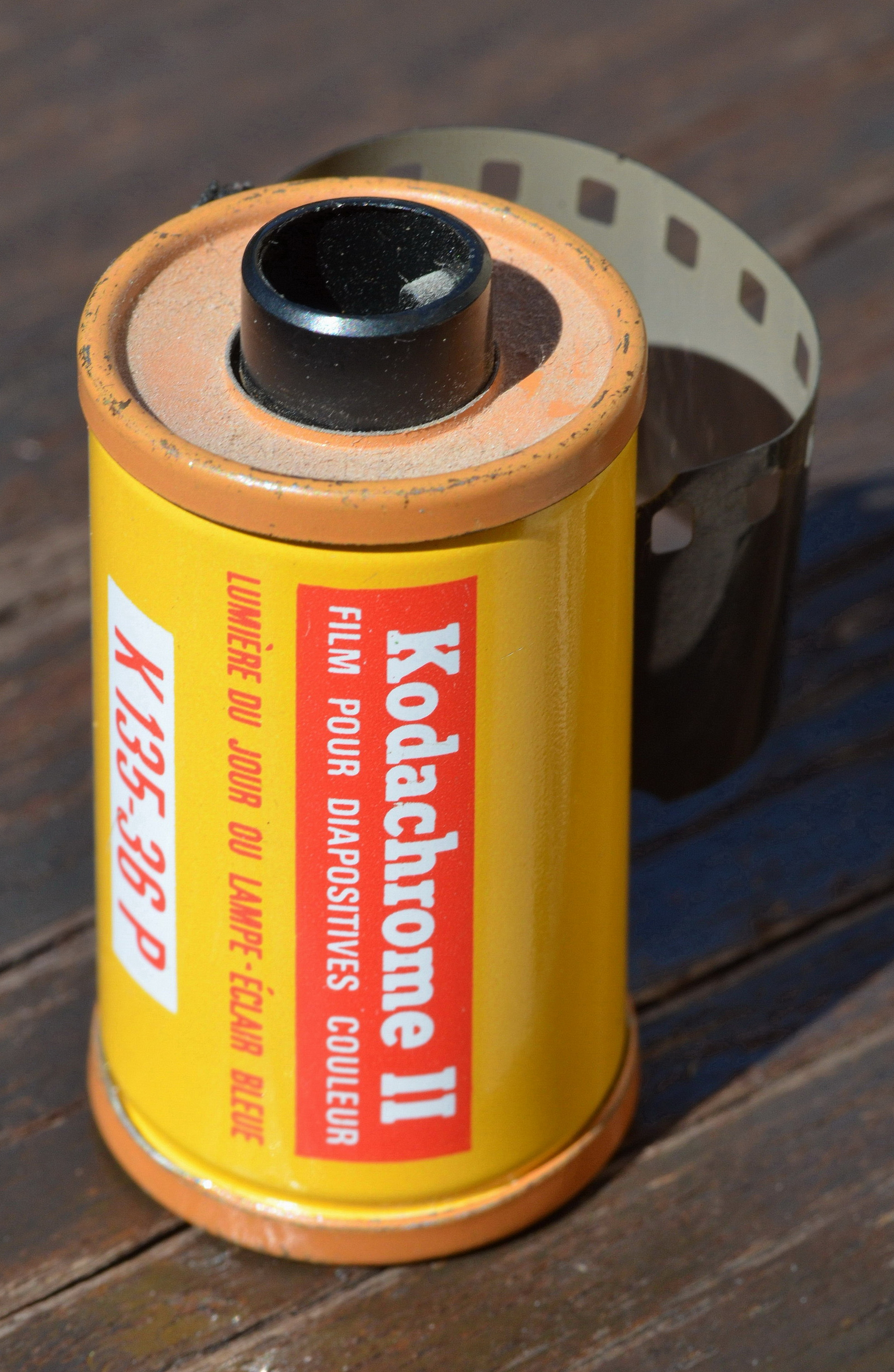
Kodachrome II

柯达克罗姆（Kodachrome）是一款彩色幻燈片品牌，由美国伊士曼柯达公司（Eastman Kodak）拥有。柯达克罗姆是世界上第一款成功大量销售、使用减色法三层乳剂的彩色幻燈片，也是第一款真正意义上的多层彩色胶片。发明者为柯达公司的小利奧波德·戈多夫斯基（Leopold Godowsky, Jr.）和利奧波德·曼內斯（Leopold Mannes）。此幻燈片需以K-14沖印處理沖印。
柯达克罗姆从1935年开始上市一直到生产到2009年，也是世界上使用时间最长的一款彩色幻燈片。2010年12月30日，全球最後一家可沖印柯達克羅姆幻燈片的美國堪薩斯州Dwayne's Photo公司終止該幻燈片的沖印服務。